# Abscisinsyre
Abscisinsyre (forkortet: ABA) er kemisk set et sesquiterpen, der fungerer som et plantehormon, der styrer planternes vandhusholdning. Stoffet dannes i planten ud fra mevalonsyre i cellens cytoplasma, og der opstår især meget af det, når planten er i vandstress.
ABA spiller en central rolle i kontrollen med læbecellernes åbningsgrad. Det styrer transporten af stoffer fra bladet til nydannede frø og også dannelsen af protein i frø. Endelig kan stoffet fremkalde og befordre dvale hos frø og knopper.